# Носилац грба
Носилац грба, или армигер, је особа која полаже права на неки грб. За такву особу се каже и да је грбоносац тј. грбоносна. 
Првобитно се армигером сматрао онај који носи витезово оружје тј. штитоноша а не витез, који је носио свој грб као своје обележје.
Појам „армигер“ је јасно дефинисан и у употреби само у земљама где хералдику регулише држава или неки хералдички ауторитет (као нпр. Колеџ за грбове у Енглеској, Велсу и Северној Ирској, Канцеларија главног хералда у Ирској или Суд лорда Лиона у Шкотској). 
У Холандији, са друге стране, је законом уређено право на ношење племићких титула али не и грбова. 
Особа може да стекне свој грб тако што ће га наследити од особе која је имала право ношења грба. 